# 波科勒奧克火山
波科勒奧克火山是印度尼西亞的火山，位於弗洛勒斯島西部，由東努沙登加拉省負責管轄，海拔高度1,675米，這座火山有闊7公里的不規則形狀火山口，在海拔825至1000米處有四個火山噴氣孔。